# (3306) Byron
(3306) Byron (1979 SM11) – planetoida z grupy pasa głównego asteroid okrążająca Słońce w ciągu 3,37 lat w średniej odległości 2,25 j.a. Została odkryta 24 września 1979 roku przez Nikołaja Czernycha. Planetoida należy do rodziny planetoidy Flora nazywanej też czasem rodziną Ariadne.